# Martyna Dąbrowska
Martyna Dąbrowska (ur. 5 kwietnia 1994 w Szczecinie) – polska lekkoatletka specjalizująca się w biegu na 400 metrów.

## Kariera
Medalistka biegów sztafetowych 4 × 400 metrów na Mistrzostwach Europy Juniorów w Lekkoatletyce 2013 w Rieti (złoty medal) i Młodzieżowych Mistrzostw Europy w Lekkoatletyce 2015 w Tallinnie (srebrny medal). Finalistka Mistrzostw Świata Juniorów w Lekkoatletyce 2012 w tej samej konkurencji (7. miejsce). Podczas Młodzieżowych Mistrzostw Europy w Lekkoatletyce 2015 awansowała również do finału indywidualnego biegu na 400 metrów, w którym zajęła 7. pozycję. W 2017 roku zawodniczka wystartowała na IAAF World Relays, gdzie w sztafecie mieszanej 4 × 400 metrów zajęła czwarte miejsce.
Medalistka Ogólnopolskiej Olimpiady Młodzieży i mistrzostw Polski juniorów na stadionie oraz w hali. Halowa wicemistrzyni Polski seniorów 2015 i wicemistrzyni Polski seniorów 2014 na stadionie w biegu na 200 metrów. Młodzieżowa mistrzyni Polski 2016 w biegu na 200 metrów. 

## Osiągnięcia
| Rok  | Impreza                                 | Miejsce    | Konkurencja                        | Lokata     | Wynik           |
| ---- | --------------------------------------- | ---------- | ---------------------------------- | ---------- | --------------- |
| 2012 | Mistrzostwa świata juniorów             | Barcelona  | sztafeta 4 × 400 metrów            | 7. miejsce | 3:37,90         |
| 2013 | Mistrzostwa Europy juniorów             | Rieti      | sztafeta 4 × 400 metrów            | 1. miejsce | 3:32,63         |
| 2015 | Superliga drużynowych mistrzostw Europy | Czeboksary | sztafeta 4 × 400 metrów            | 7. miejsce | 3:30,18         |
| 2015 | Młodzieżowe mistrzostwa Europy          | Tallinn    | bieg na 400 metrów                 | 7. miejsce | 52,65           |
| 2015 | Młodzieżowe mistrzostwa Europy          | Tallinn    | sztafeta 4 × 400 metrów            | 2. miejsce | 3:30,24         |
| 2017 | IAAF World Relays                       | Nassau     | sztafeta 4 × 400 metrów (mieszana) | 4. miejsce | 3:22,26         |
| 2017 | Superliga drużynowych mistrzostw Europy | Lille      | sztafeta 4 × 400 metrów            | 1. miejsce | 3:27,60         |
| 2017 | Mistrzostwa świata                      | Londyn     | sztafeta 4 × 400 metrów            | 3. miejsce | 3:25,41 (elim.) |
| 2017 | Uniwersjada                             | Tajpej     | sztafeta 4 × 400 metrów            | 1. miejsce | 3:26,75 (elim.) |
| 2018 | Mistrzostwa Europy                      | Berlin     | sztafeta 4 × 400 metrów            | 1. miejsce | 3:28,52 (elim.) |

## Rekordy życiowe
- bieg na 60 metrów (hala) – 7,64 (18 stycznia 2015, Białystok)
- bieg na 200 metrów (hala) – 23,63 (22 lutego 2015, Toruń)
- bieg na 200 metrów (stadion) – 23,58 (31 lipca 2016, Jelenia Góra)
- bieg na 300 metrów (stadion) – 36,96 (20 maja 2017, Warszawa) 3. wynik w historii polskiej lekkoatletyki
- bieg na 400 metrów (hala) – 54,48 (27 lutego 2016, Spała)
- bieg na 400 metrów (stadion) – 52,01 (18 czerwca 2017, Białystok)

## Życie prywatne
Jest studentką Politechniki Białostockiej.